# Grote Prijs Jef Somers
De Grote Prijs Jef Somers of ook Gro(o)te Prijs Memling was een eendaagse wielerwedstrijd met start en aankomst in Hoboken die in het eerste weekend van augustus werd gereden.

## Geschiedenis
De wedstrijd werd voor het eerste georganiseerd in 1945 net na de Tweede Wereldoorlog door de supportersclub van Joseph Somers die de wedstrijd naar hem vernoemde maar de wedstrijd had ook de naam van het supporterscafé Memling waar de club verbleef op de Sint-Bernardsesteenweg 828 te Hoboken. De eerste editie werd georganiseerd op 2 september 1945 en de eerste winnaar was Joseph Somers. De laatste editie werd georganiseerd in 1949 en werd gewonnen door Raymond De Smedt.

## Erelijst
| Jaar | Eerste           | Tweede               | Derde                 |
| ---- | ---------------- | -------------------- | --------------------- |
| 1945 | Joseph Somers    | Gustaaf Bonvarlez    | Martin Van den Broeck |
| 1946 | Jozef Labrosse   | Frans Pauwels        | Jef Van Linden        |
| 1947 | Michel Remue     | Stan Verschueren     | Marcel Rijckaert      |
| 1948 | Raymond De Smedt | Maurits Desimpelaere | Gustaaf Van Overloop  |